# レイブン 見えちゃってチョー大変!
『レイブン 見えちゃってチョー大変!』（レイブン みえちゃってチョーたいへん!、原題：That's So Raven）は米ディズニー・チャンネルで2003年1月17日から2007年11月10日まで放送されたテレビドラマ。
カイル・マッシーが主演するスピンオフ作品『コーリー ホワイトハウスでチョー大変!』も2007年1月から放送された。
また、第59回プライムタイム・エミー賞の子供向け番組賞にノミネートされたこともある。

## 登場人物
レイブン・バクスター
演：レイブン・シモーネ（日本語吹替え：木藤聡子）
本作の主人公。ファッションデザイナーを夢見るティーンエンジャー。
未来(ビジョン)が見える超能力の持ち主。未来は、意識して見えるのではなく、近い未来のワンシーンが突然見える。良いビジョンが見えた時は、未来がそのビジョン通りになるように、悪いビジョンが見えた時は、未来を変えようとするために奮闘する。
コーリー・バクスター
演：カイル・マッシー（日本語吹替え：伊藤亜矢子）
レイブンの弟。何でもビジネスに繋げようとする。
ビクター・バクスター
演：ロンデール・シェリダン（日本語吹替え：福田信昭）
レイブンの父。シェフであり「チルグリル」というレストランを経営している。
チェルシー・ダニエルズ
演：アンネリーズ・ヴァンダーポール（日本語吹替え：本美奈子）
レイブンの友人。激しい天然ボケで、ずれた発言が多い。
エドワード(エディー)・トーマス
演：オーランド・ブラウン（日本語吹替え：落合弘治）
レイブンの友人。しっかり者。
パティ・ニコール
演：（日本語吹替え：米澤円）
テディ
演：リチャード・ホーヴィッツ
ロカ
演：（日本語吹替え：重松朋）
マディソン
演：（日本語吹替え：谷井あすか）
ジェリー
演：（日本語吹替え：関山美沙紀）
ターシア
演：（日本語吹替え：野沢由香里 ）
Jeremy
クリストファー・マッセイ
Darrelの 'cool crew'のひとり。

## サブタイトル

### シーズン1
1. "Test of Friendship (Pilot)"※パイロット版
2. "Mother Dearest"
3. "Party Animal"
4. "Wake Up, Victor"

### シーズン2
第22話　あこがれのファッションショー
第23話　逃げろ!レイブン
第24話　ビクターの店、開店!
第25話　パーティーはモー、いや!
第26話　エディも見えちゃって大変!
第27話　キスのためなら…
第28話　制服反対!チーズはきらい!
第29話　ブルーは恋の科学変化
第30話　スパはワンダフル!
第31話　ウェイトレスは楽じゃない!
第32話　オタクたちとの遭遇
第33話　恋の修業はラップで
第34話　聞こえちゃってチョー大変!
第35話　スーパースターを探せ!
第36話　DJは楽じゃない
第37話　デボンからのプレゼント
第38話　おいしいチケット
第39話　運命のデート
第40話　キャンプなんて大キライ!
第41話　うそつきはどっち?
第42話　歯医者は怖くない!
第43話　初めてのパジャマ・パーティー

### シーズン3
第44話　変身ダサ男くんに一目ぼれ!
第45話　コーリーのあやまち
第46話　歴史を勉強しよう
第47話　お邪魔虫がやって来た!
第48話　環境保護は友情より大切!?
第49話　ウソから出たビッグ・スター
第50話　愛情はお金じゃない!
第51話　レイブン像は友情の証し
第52話　ビジネス・チャンスにお邪魔虫
第53話　贈り物には気をつけろ!
第54話　きらわれたレイブン
第55話　コーリーのボロもうけパーティー
第56話　まちがいがまちがいを呼ぶ手紙
第57話　ビクターのリベンジ
第58話　恋する替え玉
第59話　ジャンクフードはやめられない!
第60話　ドッグ・ショーはどっきりショー!?
第61話　二人で見たビジョン
第62話　ボスをやめさせて!
第63話　カントリー・ライフは甘くない! パート1
第64話　カントリー・ライフは甘くない! パート2
第65話　意外なライバル
第66話　ダンスこそ男の道
第67話　スタンリーを取り戻せ!
第68話　恋はジェットコースター
第69話　コーリーのスケボー・チャレンジ!
第70話　ビジネスの戦いは正々堂々と
第71話　ベジタリアンは大親友!?
第72話　疑惑のボーイフレンド
第73話　返らざる服
第74話　思い出のフォー・エース・クラブ
第75話　帰ってきたお人好し
第76話　ハリウッドに行こう!
第77話　ラストダンスは誰と?
第78話　ビジョンにさよなら

### シーズン4
第79話　ボウリング・チームの絆
第80話　いじめっ子はビジネス・パートナー
第81話　お笑いは涙を超えて
第82話　20分間の成功
第83話　ドライビング・ミス・エディ
第84話　迷惑ボスは恋の敵
第85話　予知能力者入門
第86話　お部屋改造アフター・アフター
第87話　チェルシーのママは心の母
第88話　自然と出世、どっちが大事?
第89話　あっと驚く理想の人!
第90話　強いお姉さんは好き?
第91話　バラバラボーイズを救え!
第92話　イケメン組に入りたい!
第93話　チョイ悪コーリーの恋愛マジック
第94話　転職へのエレベーター
第95話　テスト延期スパイダー作戦
第96話　恐怖の友達作りキャンプ
第97話　煙が心にしみる
第98話　あの日に帰りたい
第99話　悪夢のスープ
第100話 ビジョンに乾杯!